# Association Sportive Mont Dore
L'A.S. Mont-Dore è una società calcistica della Nuova Caledonia con sede a Le Mont-Dore.
La squadra gioca nel massimo campionato della Nuova Caledonia, la Division Honneur ed ha partecipato 3 volte alla OFC Champions League.

## Palmarès
- Division Honneur: 4

2002, 2006, 2010, 2011
- Coppa della Nuova Caledonia: 3

2006, 2008, 2009

## Risultati nella OFC Champions League
- 2007: Eliminata nella fase a gironi
- 2011-12: Eliminata nella fase a gironi[2]
- 2012-13: Eliminata nella fase a gironi